# Argenton-les-Vallées
Argenton-les-Vallées era una comuna francesa situada en el departamento de Deux-Sèvres, de la región de Nueva Aquitania, que el 1 de enero de 2016 pasó a ser una comuna delegada de la comuna nueva de Argentonnay al fusionarse con las comunas de La Chapelle-Gaudin, La Coudre, Le Breuil-sous-Argenton, Moutiers-sous-Argenton y Ulcot, siendo sus comunas asociadas suprimidas

## Historia
En 2006, las comunas de Argenton-Château, Boësse y Sanzay pasaron a ser comunas asociadas al formar la comuna de Argenton-les-Vallées.

## Demografía
| Gráfica de evolución demográfica de Argenton-les-Vallées entre 1800 y 2013 |
|                                                                            |

Los datos entre 1800 y 2013 son el resultado de sumar los parciales de las tres comunas que forman la nueva comuna de Argenton-les-Vallées, cuyos datos se han cogido de 1800 a 1999, para las comunas de Argenton-Château, Boësse y Sanzay de la página francesa EHESS/Cassini. Los demás datos se han cogido de la página del INSEE.